# Вайсенберг, Лев Маркович
Лев Маркович Вайсенбе́рг (10 (23) ноября 1900 — 25 января 1973) — советский прозаик, переводчик, сценарист.

## Биография
В 1918 году окончил Бакинское коммерческое училище. В 1919 году учился в Тифлисском политехническом институте. В 1920 — служил в политотделе Волжско-Каспийской военной флотилии.
В 1920—1923 годах учился на историко-филологическом факультете Бакинского университета, в 1923—1925 годах служил в НИИ литературы и языка при Ленинградском университете имени А. С. Бубнова.
Печатался с 1924 года.
Работал на Бакинской киностудии и других киностудиях. Снимал игровые фильмы.
Был дружен с Д. И. Хармсом. Именем и отчеством Вайсенберга Хармс назвал одного из персонажей в водевиле «Обезоруженный или Неудавшаяся любовь» (1934).
Скончался в 1973 году и похоронен на Комаровском кладбище под Ленинградом.

## Фильмография
- 1943 — Одна семья

## Литературные произведения
- «Джемс Уатт — изобретатель паровой машины» (1930)
- «Повесть о нефти» (1931)
- «Моя Англия. Воспоминания» (1931)
- «Семь рассказов» (1938)
- «Младшая сестра» (1952)
- «Мечты сбываются»